# Gramophone Classical Music Awards
Die Gramophone Classical Music Awards gehören zu den wichtigsten Preisen der klassischen Musik. Sie werden seit 1977 jährlich von der englischen Zeitschrift Gramophone verliehen, die sie gar als „Oscars der klassischen Musik“ verstanden sehen möchte. Monatlich werden von ihr zudem etwa ein Dutzend Aufnahmen als Gramophone Choice (früher: Editor’s Choice) ausgewählt. Außerdem wählt in jeder Weihnachtsausgabe jeder Kritiker seine vier bis fünf Favoriten des Jahres. Zudem gründete man 2012 eine Gramophone Hall of Fame, in die bisher 50 für die klassische Musikindustrie bedeutende Personen aufgenommen wurden. Kritiker von Gramophone, v. a. aus den USA, werfen Gramophone eine zu große Affinität zu britischen Künstlern und zur britischen Musikindustrie (vor ihrer Zerschlagung 2011 insbesondere zur britischen Plattenfirma EMI Group) vor.

## Ähnliche Preise
- Grammy Awards
- Grand Prix du Disque der Akademie Charles Cros
- Deutscher Schallplattenpreis (bis 1992)
- ECHO Klassik
- Diapason d’or der Zeitschrift Diapason
- Choc de Classica der Zeitschrift Classica (früher: Choc – Le Monde de la musique)